# Doraemon: Nobita no nankai daibōken
Doraemon: Nobita no nankai daibōken (のび太の南海大冒険?), è un film d'animazione del 1998 diretto da Tsutomu Shibayama.
Si tratta del diciannovesimo film di Doraemon, distribuito nelle sale giapponesi il 7 marzo 1998.

## Trama
Nobita ed i suoi compagni di scuola stanno svolgendo un progetto relativo al mare ed alla sua letteratura, e Nobita decide di leggere il romanzo L'isola del tesoro per sapere di più al riguardo. Tuttavia il ragazzino ne rimane così affascinato da convincere Doraemon ed i suoi amici di fare un vero viaggio alla ricerca di tesori fra le isole caraibiche.